# Retursekund
Retursekund er Rasmus Nøhrs femte studiealbum, og det udkom i 2013. Albummet indeholder singlerne "Retursekund" som peakede som #14 og "Lige Nu & Lige Her" der peakede som #64 på Danmark Hit 100. Albummet peakede som #10 og forblev på hitlisterne i 14 uger. Det var #63 på Hitlistens album top-100 for 2013.
Albummet blev taget bedre imod en forgængeren Fra kæreste til grin fra 2010 og er blevet kaldt hans "hidtil bedste album".

## Spor
1. "Tror Du Vi Ku'?" - 4:44
2. "Lille Pige" - 2:54
3. "Ikke Et Ord Om Månen" - 3:28
4. "Retursekund" - 4:04
5. "Lillesøster" - 4:10
6. "Hvad Havet Tog Med" - 4:01
7. "Pigerne I Køkkenet (Bo's Sang)" - 3:27
8. "Hvad Er Det Du Gør, Kom Herover Og Gør Det!" - 5:50
9. "Lige Nu & Lige Her" - 3:09
10. "Verdens Bedste Sammen" - 5:03